# Hesperantha
Genre
Synonymes
- Hesperanthus Salisb.[2]
- Schizostylis Backh. & Harv.[2]

Hesperantha est un genre de plantes à fleurs, à corme, de la famille des Iridaceae. Le nom de genre est dérivé du grec hesperos, qui signifie « le soir », et anthos, qui signifie « fleur ».
Il est décrit environ une centaine d'espèces et de sous-espèces, pour la plupart originaire du sud de l'Afrique, mais avec quatre espèces plutôt d'Afrique tropicale. Toutes, sauf une, poussent à partir de cormes.[réf. nécessaire] La pousse est idéale dans les zones humides ou en terres ordinaires si elle est bien arrosée.
Le synonyme Schizostylis est encore largement utilisé en horticulture pour la seule espèces rhizomateuse S. coccinea, largement cultivée comme une fleur de jardin, et avec de nombreux cultivars. Le nom commun « lis des Cafres » est à éviter en Afrique du Sud , l'expression « cafres » étant une offense raciale.

## Liste des espèces et sous-espèces
Selon BioLib (23 mai 2018) :
- Hesperantha acuta (Licht. ex Roem. & Schult.) Ker Gawl.
- Hesperantha alborosea Hilliard & B.L. Burtt
- Hesperantha altimontana Goldblatt
- Hesperantha bachmannii Baker
- Hesperantha ballii Wild
- Hesperantha baurii Baker
- Hesperantha brevicaulis (Baker) G.J. Lewis
- Hesperantha brevifolia Goldblatt
- Hesperantha brevistyla Goldblatt
- Hesperantha bulbifera Baker
- Hesperantha candida Baker
- Hesperantha cedarmontana Goldblatt
- Hesperantha ciliolata Goldblatt
- Hesperantha coccinea (Backh. & Harv.) Goldblatt & J. C. Manning
- Hesperantha crocopsis Hilliard & B.L. Burtt
- Hesperantha cucullata Klatt
- Hesperantha curvula Hilliard & B.L. Burtt
- Hesperantha debilis Goldblatt
- Hesperantha decipiens Goldblatt
- Hesperantha elsiae Goldblatt
- Hesperantha erecta (Baker) Benth. ex Baker
- Hesperantha exiliflora Goldblatt
- Hesperantha falcata (L.f.) Ker Gawl.
- Hesperantha fibrosa Baker
- Hesperantha flava G.J. Lewis
- Hesperantha flexuosa Klatt
- Hesperantha glabrescens Goldblatt
- Hesperantha glareosa Hilliard & B.L. Burtt
- Hesperantha gracilis Baker
- Hesperantha grandiflora G.J. Lewis
- Hesperantha hantamensis Schltr. ex R.C. Foster
- Hesperantha helmei Goldblatt & J.C. Manning
- Hesperantha humilis Baker
- Hesperantha hutchingsiae Hilliard & B.L. Burtt
- Hesperantha huttonii (Baker) Hilliard & B.L. Burtt
- Hesperantha hygrophila Hilliard & B.L. Burtt
- Hesperantha inconspicua (Baker) Goldblatt
- Hesperantha ingeliensis Hilliard & B.L. Burtt
- Hesperantha juncifolia Goldblatt
- Hesperantha karooica Goldblatt
- Hesperantha lactea Baker
- Hesperantha latifolia (Klatt) M.P. de Vos
- Hesperantha leucantha Baker
- Hesperantha lithicola J.C. Manning & Goldblatt
- Hesperantha longicollis Baker
- Hesperantha longistyla J.C. Manning & Goldblatt
- Hesperantha longituba (Klatt) Baker
- Hesperantha luticola Goldblatt
- Hesperantha malvina Goldblatt
- Hesperantha marlothii R.C. Foster
- Hesperantha minima (Baker) R.C. Foster
- Hesperantha modesta Baker
- Hesperantha montigena Goldblatt
- Hesperantha muirii (L. Bolus) G.J. Lewis
- Hesperantha namaquana Goldblatt
- Hesperantha oligantha (Diels) Goldblatt
- Hesperantha pallescens Goldblatt
- Hesperantha pauciflora G.J. Lewis
- Hesperantha petitiana (A. Rich.) Baker
- Hesperantha pilosa (L.f.) Ker Gawl.
- Hesperantha pseudopilosa Goldblatt
- Hesperantha pubinervia Hilliard & B.L. Burtt
- Hesperantha pulchra Baker
- Hesperantha purpurea Goldblatt
- Hesperantha quadrangula Goldblatt
- Hesperantha radiata (Jacq.) Ker Gawl.
- Hesperantha rivulicola Goldblatt
- Hesperantha rupestris N.E. Br. ex R.C. Foster
- Hesperantha rupicola Goldblatt
- Hesperantha saldanhae Goldblatt
- Hesperantha saxicola Goldblatt
- Hesperantha schelpeana Hilliard & B.L. Burtt
- Hesperantha schlechteri (Baker) R.C. Foster
- Hesperantha scopulosa Hilliard & B.L. Burtt
- Hesperantha similis N.E. Br. ex R.C. Foster
- Hesperantha spicata (Burm.f.) N.E. Br.
- Hesperantha stenosiphon Goldblatt
- Hesperantha sufflava Goldblatt
- Hesperantha teretifolia Goldblatt
- Hesperantha truncatula Goldblatt
- Hesperantha umbricola Goldblatt
- Hesperantha vaginata (Sweet) Goldblatt
- Hesperantha vernalis Hilliard & B.L. Burtt
- Hesperantha woodii Baker

Selon Catalogue of Life (23 mai 2018) :
- Hesperantha acuta (Licht. ex Roem. & Schult.) Ker Gawl.
- Hesperantha alborosea Hilliard & B.L.Burtt
- Hesperantha altimontana Goldblatt
- Hesperantha bachmannii Baker
- Hesperantha ballii Wild
- Hesperantha baurii Baker
- Hesperantha brevicaulis (Baker) G.J.Lewis
- Hesperantha brevifolia Goldblatt
- Hesperantha brevistyla Goldblatt
- Hesperantha bulbifera Baker
- Hesperantha candida Baker
- Hesperantha cedarmontana Goldblatt
- Hesperantha ciliolata Goldblatt
- Hesperantha coccinea (Backh. & Harv.) Goldblatt & J.C.Manning
- Hesperantha crocopsis Hilliard & B.L.Burtt
- Hesperantha cucullata Klatt
- Hesperantha curvula Hilliard & B.L.Burtt
- Hesperantha debilis Goldblatt
- Hesperantha decipiens Goldblatt
- Hesperantha dolomitica Goldblatt & J.C.Manning
- Hesperantha elsiae Goldblatt
- Hesperantha erecta (Baker) Benth. ex Baker
- Hesperantha eremophila Goldblatt & J.C.Manning
- Hesperantha exiliflora Goldblatt
- Hesperantha falcata (L.f.) Ker Gawl.
- Hesperantha fibrosa Baker
- Hesperantha filiformis Goldblatt & J.C.Manning
- Hesperantha flava G.J.Lewis
- Hesperantha flexuosa Klatt
- Hesperantha glabrescens Goldblatt
- Hesperantha glareosa Hilliard & B.L.Burtt
- Hesperantha gracilis Baker
- Hesperantha grandiflora G.J.Lewis
- Hesperantha hantamensis Schltr. ex R.C.Foster
- Hesperantha helmei Goldblatt & J.C.Manning
- Hesperantha humilis Baker
- Hesperantha hutchingsiae Hilliard & B.L.Burtt
- Hesperantha huttonii (Baker) Hilliard & B.L.Burtt
- Hesperantha hygrophila Hilliard & B.L.Burtt
- Hesperantha inconspicua (Baker) Goldblatt
- Hesperantha ingeliensis Hilliard & B.L.Burtt
- Hesperantha juncifolia Goldblatt
- Hesperantha karooica Goldblatt
- Hesperantha kiaratayloriae Goldblatt & J.C.Manning
- Hesperantha lactea Baker
- Hesperantha latifolia (Klatt) M.P.de Vos
- Hesperantha laxifolia Goldblatt & J.C.Manning
- Hesperantha leucantha Baker
- Hesperantha lithicola J.C.Manning & Goldblatt
- Hesperantha longicollis Baker
- Hesperantha longistyla J.C.Manning & Goldblatt
- Hesperantha longituba (Klatt) Baker
- Hesperantha luticola Goldblatt
- Hesperantha malvina Goldblatt
- Hesperantha marlothii R.C.Foster
- Hesperantha minima (Baker) R.C.Foster
- Hesperantha modesta Baker
- Hesperantha montigena Goldblatt
- Hesperantha muirii (L.Bolus) G.J.Lewis
- Hesperantha namaquana Goldblatt
- Hesperantha oligantha (Diels) Goldblatt
- Hesperantha pallescens Goldblatt
- Hesperantha palustris Goldblatt & J.C.Manning
- Hesperantha pauciflora G.J.Lewis
- Hesperantha petitiana (A.Rich.) Baker
- Hesperantha pilosa (L.f.) Ker Gawl.
- Hesperantha pseudopilosa Goldblatt
- Hesperantha pubinervia Hilliard & B.L.Burtt
- Hesperantha pulchra Baker
- Hesperantha purpurea Goldblatt
- Hesperantha quadrangula Goldblatt
- Hesperantha radiata (Jacq.) Ker Gawl.
- Hesperantha rivulicola Goldblatt
- Hesperantha rupestris N.E.Br. ex R.C.Foster
- Hesperantha rupicola Goldblatt
- Hesperantha saldanhae Goldblatt
- Hesperantha saxicola Goldblatt
- Hesperantha schelpeana Hilliard & B.L.Burtt
- Hesperantha schlechteri (Baker) R.C.Foster
- Hesperantha scopulosa Hilliard & B.L.Burtt
- Hesperantha secunda Goldblatt & J.C.Manning
- Hesperantha similis N.E.Br. ex R.C.Foster
- Hesperantha spicata (Burm.f.) N.E.Br.
- Hesperantha stenosiphon Goldblatt
- Hesperantha sufflava Goldblatt
- Hesperantha teretifolia Goldblatt
- Hesperantha truncatula Goldblatt
- Hesperantha umbricola Goldblatt
- Hesperantha vaginata (Sweet) Goldblatt
- Hesperantha vernalis Hilliard & B.L.Burtt
- Hesperantha woodii Baker

Selon GRIN (23 mai 2018) :
- Hesperantha angusta (Willd.) Ker Gawl.
- Hesperantha bachmannii Baker
- Hesperantha coccinea (Backh. & Harv.) Goldblatt & J. C. Manning
- Hesperantha cucullata Klatt
- Hesperantha longituba (Klatt) Baker
- Hesperantha stanfordiae L. Bolus

Selon World Checklist of Selected Plant Families (WCSP) (23 mai 2018) :
- Hesperantha acuta (Licht. ex Roem. & Schult.) Ker Gawl. (1827)
- Hesperantha alborosea Hilliard & B.L.Burtt (1986)
- Hesperantha altimontana Goldblatt (2003)
- Hesperantha bachmannii Baker, Bull. Herb. Boissier, sér. 2 (1901)
- Hesperantha ballii Wild (1964)
- Hesperantha baurii Baker (1876)
  - sous-espèce Hesperantha baurii subsp. baurii
  - sous-espèce Hesperantha baurii subsp. formosa Hilliard & B.L.Burtt (1986)
- Hesperantha brevicaulis (Baker) G.J.Lewis (1941)
- Hesperantha brevifolia Goldblatt (1984)
- Hesperantha brevistyla Goldblatt (2003)
- Hesperantha bulbifera Baker (1876)
- Hesperantha candida Baker (1892)
- Hesperantha cedarmontana Goldblatt (1984)
- Hesperantha ciliolata Goldblatt (1984)
- Hesperantha coccinea (Backh. & Harv.) Goldblatt & J.C.Manning (1996)
- Hesperantha crocopsis Hilliard & B.L.Burtt (1979)
- Hesperantha cucullata Klatt (1882)
- Hesperantha curvula Hilliard & B.L.Burtt (1986)
- Hesperantha debilis Goldblatt (2003)
- Hesperantha decipiens Goldblatt (2003)
- Hesperantha dolomitica Goldblatt & J.C.Manning (2013)
- Hesperantha elsiae Goldblatt (1984)
- Hesperantha erecta (Baker) Benth. ex Baker (1892)
- Hesperantha eremophila Goldblatt & J.C.Manning (2015)
- Hesperantha exiliflora Goldblatt (2003)
- Hesperantha falcata (L.f.) Ker Gawl. (1804)
  - sous-espèce Hesperantha falcata subsp. falcata
  - sous-espèce Hesperantha falcata subsp. lutea (Baker) Goldblatt & J.C.Manning (2015)
- Hesperantha fibrosa Baker (1892)
- Hesperantha filiformis Goldblatt & J.C.Manning (2015)
- Hesperantha flava G.J.Lewis (1933)
- Hesperantha flexuosa Klatt (1882)
- Hesperantha glabrescens Goldblatt (2003)
- Hesperantha glareosa Hilliard & B.L.Burtt (1986)
- Hesperantha gracilis Baker (1892)
- Hesperantha grandiflora G.J.Lewis (1941)
- Hesperantha hantamensis Schltr. ex R.C.Foster (1948)
- Hesperantha helmei Goldblatt & J.C.Manning (2007)
- Hesperantha humilis Baker (1876)
- Hesperantha hutchingsiae Hilliard & B.L.Burtt (1986)
- Hesperantha huttonii (Baker) Hilliard & B.L.Burtt (1982)
- Hesperantha hygrophila Hilliard & B.L.Burtt (1982)
- Hesperantha inconspicua (Baker) Goldblatt (2003)
- Hesperantha ingeliensis Hilliard & B.L.Burtt (1986)
- Hesperantha juncifolia Goldblatt (1984)
- Hesperantha karooica Goldblatt (1984)
- Hesperantha kiaratayloriae Goldblatt & J.C.Manning (2013)
- Hesperantha lactea Baker (1892)
- Hesperantha latifolia (Klatt) M.P.de Vos (1974)
- Hesperantha laxifolia Goldblatt & J.C.Manning (2013)
- Hesperantha leucantha Baker (1892)
- Hesperantha lithicola J.C.Manning & Goldblatt (2007)
- Hesperantha longicollis Baker, Bull. Herb. Boissier, sér. 2 (1904)
- Hesperantha longistyla J.C.Manning & Goldblatt (2007)
- Hesperantha longituba (Klatt) Baker, Gard. Chron., n.s. (1877)
- Hesperantha luticola Goldblatt (1984)
- Hesperantha malvina Goldblatt (2003)
- Hesperantha marlothii R.C.Foster (1948)
- Hesperantha minima (Baker) R.C.Foster (1941)
- Hesperantha modesta Baker (1892)
- Hesperantha montigena Goldblatt (1984)
- Hesperantha muirii (L.Bolus) G.J.Lewis (1941)
- Hesperantha namaquana Goldblatt (1984)
- Hesperantha oligantha (Diels) Goldblatt (1972)
- Hesperantha pallescens Goldblatt (1984)
- Hesperantha palustris Goldblatt & J.C.Manning (2015)
- Hesperantha pauciflora G.J.Lewis (1938)
- Hesperantha petitiana (A.Rich.) Baker, J. Linn. Soc. (1877)
- Hesperantha pilosa (L.f.) Ker Gawl. (1804)
  - sous-espèce Hesperantha pilosa subsp. bracteolata (R.C.Foster) Goldblatt & J.C.Manning (2013)
  - sous-espèce Hesperantha pilosa subsp. pilosa
- Hesperantha pseudopilosa Goldblatt (1987)
- Hesperantha pubinervia Hilliard & B.L.Burtt (1986)
- Hesperantha pulchra Baker (1892)
- Hesperantha purpurea Goldblatt (1984)
- Hesperantha quadrangula Goldblatt (1984)
- Hesperantha radiata (Jacq.) Ker Gawl. (1804)
  - sous-espèce Hesperantha radiata subsp. caricina (Ker Gawl.) Goldblatt & J.C.Manning (2012)
  - sous-espèce Hesperantha radiata subsp. radiata
- Hesperantha rivulicola Goldblatt (1984)
- Hesperantha rupestris N.E.Br. ex R.C.Foster (1948)
- Hesperantha rupicola Goldblatt (2003)
- Hesperantha saldanhae Goldblatt (1984)
- Hesperantha saxicola Goldblatt (2003)
- Hesperantha schelpeana Hilliard & B.L.Burtt (1979)
- Hesperantha schlechteri (Baker) R.C.Foster (1936)
- Hesperantha scopulosa Hilliard & B.L.Burtt (1986)
- Hesperantha secunda Goldblatt & J.C.Manning (2013)
- Hesperantha similis N.E.Br. ex R.C.Foster (1948)
- Hesperantha spicata (Burm.f.) N.E.Br. (1929)
  - sous-espèce Hesperantha spicata subsp. fistulosa (Baker) Goldblatt (1984)
  - sous-espèce Hesperantha spicata subsp. graminifolia (Sweet) Goldblatt (1984)
  - sous-espèce Hesperantha spicata subsp. spicata
- Hesperantha stenosiphon Goldblatt (2003)
- Hesperantha sufflava Goldblatt (2003)
- Hesperantha teretifolia Goldblatt (1987)
- Hesperantha truncatula Goldblatt (1987)
- Hesperantha umbricola Goldblatt (1987)
- Hesperantha vaginata (Sweet) Goldblatt (1970)
- Hesperantha vernalis Hilliard & B.L.Burtt (1982)
- Hesperantha woodii Baker (1892)

Selon NCBI (23 mai 2018) :
- Hesperantha coccinea (Backh. & Harv.) Goldblatt & J.C.Manning
- Hesperantha pseudopilosa Goldblatt

Selon The Plant List (23 mai 2018) :
- Hesperantha acuta (Licht. ex Roem. & Schult.) Ker Gawl.
- Hesperantha alborosea Hilliard & B.L.Burtt
- Hesperantha altimontana Goldblatt
- Hesperantha bachmannii Baker
- Hesperantha ballii Wild
- Hesperantha baurii Baker
- Hesperantha brevicaulis (Baker) G.J.Lewis
- Hesperantha brevifolia Goldblatt
- Hesperantha brevistyla Goldblatt
- Hesperantha bulbifera Baker
- Hesperantha candida Baker
- Hesperantha cedarmontana Goldblatt
- Hesperantha ciliolata Goldblatt
- Hesperantha coccinea (Backh. & Harv.) Goldblatt & J.C.Manning
- Hesperantha crocopsis Hilliard & B.L.Burtt
- Hesperantha cucullata Klatt
- Hesperantha curvula Hilliard & B.L.Burtt
- Hesperantha debilis Goldblatt
- Hesperantha decipiens Goldblatt
- Hesperantha elsiae Goldblatt
- Hesperantha erecta (Baker) Benth. ex Baker
- Hesperantha exiliflora Goldblatt
- Hesperantha falcata (L.f.) Ker Gawl.
- Hesperantha fibrosa Baker
- Hesperantha flava G.J.Lewis
- Hesperantha flexuosa Klatt
- Hesperantha glabrescens Goldblatt
- Hesperantha glareosa Hilliard & B.L.Burtt
- Hesperantha gracilis Baker
- Hesperantha grandiflora G.J.Lewis
- Hesperantha hantamensis Schltr. ex R.C.Foster
- Hesperantha helmei Goldblatt & J.C.Manning
- Hesperantha humilis Baker
- Hesperantha hutchingsiae Hilliard & B.L.Burtt
- Hesperantha huttonii (Baker) Hilliard & B.L.Burtt
- Hesperantha hygrophila Hilliard & B.L.Burtt
- Hesperantha inconspicua (Baker) Goldblatt
- Hesperantha ingeliensis Hilliard & B.L.Burtt
- Hesperantha juncifolia Goldblatt
- Hesperantha karooica Goldblatt
- Hesperantha lactea Baker
- Hesperantha latifolia (Klatt) M.P.de Vos
- Hesperantha leucantha Baker
- Hesperantha lithicola J.C.Manning & Goldblatt
- Hesperantha longicollis Baker
- Hesperantha longistyla J.C.Manning & Goldblatt
- Hesperantha longituba (Klatt) Baker
- Hesperantha luticola Goldblatt
- Hesperantha malvina Goldblatt
- Hesperantha marlothii R.C.Foster
- Hesperantha minima (Baker) R.C.Foster
- Hesperantha modesta Baker
- Hesperantha montigena Goldblatt
- Hesperantha muirii (L.Bolus) G.J.Lewis
- Hesperantha namaquana Goldblatt
- Hesperantha oligantha (Diels) Goldblatt
- Hesperantha pallescens Goldblatt
- Hesperantha pauciflora G.J.Lewis
- Hesperantha petitiana (A.Rich.) Baker
- Hesperantha pilosa (L.f.) Ker Gawl.
- Hesperantha pseudopilosa Goldblatt
- Hesperantha pubinervia Hilliard & B.L.Burtt
- Hesperantha pulchra Baker
- Hesperantha purpurea Goldblatt
- Hesperantha quadrangula Goldblatt
- Hesperantha radiata (Jacq.) Ker Gawl.
- Hesperantha rivulicola Goldblatt
- Hesperantha rupestris N.E.Br. ex R.C.Foster
- Hesperantha rupicola Goldblatt
- Hesperantha saldanhae Goldblatt
- Hesperantha saxicola Goldblatt
- Hesperantha schelpeana Hilliard & B.L.Burtt
- Hesperantha schlechteri (Baker) R.C.Foster
- Hesperantha scopulosa Hilliard & B.L.Burtt
- Hesperantha similis N.E.Br. ex R.C.Foster
- Hesperantha spicata (Burm.f.) N.E.Br.
- Hesperantha stenosiphon Goldblatt
- Hesperantha sufflava Goldblatt
- Hesperantha teretifolia Goldblatt
- Hesperantha truncatula Goldblatt
- Hesperantha umbricola Goldblatt
- Hesperantha vaginata (Sweet) Goldblatt
- Hesperantha vernalis Hilliard & B.L.Burtt
- Hesperantha woodii Baker

Selon Tropicos (23 mai 2018) (Attention liste brute contenant possiblement des synonymes) :
- Hesperantha acuta (Licht. ex Roem. & Schult.) Ker Gawl.
- Hesperantha alborosea Hilliard & B.L. Burtt
- Hesperantha alpina (Hook. f.) Pax
- Hesperantha altimontana Goldblatt
- Hesperantha angusta Ker Gawl.
- Hesperantha angustifolia Ker Gawl. ex Loudon
- Hesperantha bachmannii Baker
- Hesperantha ballii Wild
- Hesperantha baurii Baker
- Hesperantha bicolor (Baker) R.C. Foster
- Hesperantha bifolia Baker
- Hesperantha bolusii R.C. Foster
- Hesperantha bracteolata R.C. Foster
- Hesperantha brevicaulis (Baker) G.J. Lewis
- Hesperantha brevifolia Goldblatt
- Hesperantha brevistyla Goldblatt
- Hesperantha buhrii L. Bolus
- Hesperantha bulbifera Baker
- Hesperantha candida Baker
- Hesperantha cedarmontana Goldblatt
- Hesperantha ciliata E. Mey. ex Klatt
- Hesperantha ciliolata Goldblatt
- Hesperantha cinnamomea (L. f.) Ker Gawl.
- Hesperantha coccinea (Backh. & Harv.) Goldblatt & J.C. Manning
- Hesperantha crocopsis Hilliard & B.L. Burtt
- Hesperantha cucullata Klatt
- Hesperantha curvula Hilliard & B.L. Burtt
- Hesperantha debilis Goldblatt
- Hesperantha decipiens Goldblatt
- Hesperantha discolor N.E. Br.
- Hesperantha disticha Klatt
- Hesperantha dolomitica Goldblatt & J.C. Manning
- Hesperantha elsiae Goldblatt
- Hesperantha erecta (Baker) Benth. ex Baker
- Hesperantha eremophila Goldblatt & J.C. Manning
- Hesperantha exiliflora Goldblatt
- Hesperantha falcata (L. f.) Ker Gawl.
- Hesperantha fibrosa Baker
- Hesperantha filiformis Goldblatt & J.C. Manning
- Hesperantha fistulosa Baker
- Hesperantha flava G.J. Lewis
- Hesperantha flexuosa Klatt
- Hesperantha galpinii R.C. Foster
- Hesperantha glabrescens Goldblatt
- Hesperantha glareosa Hilliard & B.L. Burtt
- Hesperantha gracilis Baker
- Hesperantha graminifolia D. Don
- Hesperantha grandiflora G.J. Lewis
- Hesperantha hantamensis Schltr. ex R.C. Foster
- Hesperantha helmei Goldblatt & J.C. Manning
- Hesperantha humilis Baker
- Hesperantha hutchingsiae Hilliard & B.L. Burtt
- Hesperantha huttonii (Baker) Hilliard & B.L. Burtt
- Hesperantha hygrophila Hilliard & B.L. Burtt
- Hesperantha inconspicua (Baker) Goldblatt
- Hesperantha inflexa (D. Delaroche) R.C. Foster
- Hesperantha ingeliensis Hilliard & B.L. Burtt
- Hesperantha insipida (Baker) G.J. Lewis
- Hesperantha juncifolia Goldblatt
- Hesperantha karooica Goldblatt
- Hesperantha kermesina Klatt
- Hesperantha kiaratayloriae Goldblatt & J.C. Manning
- Hesperantha kilimanjarica Rendle
- Hesperantha lactea Baker
- Hesperantha latifolia (Klatt) M.P. de Vos
- Hesperantha laxifolia Goldblatt & J.C. Manning
- Hesperantha leucantha Baker
- Hesperantha linearis Fourc.
- Hesperantha lithicola J.C. Manning & Goldblatt
- Hesperantha longicollis Baker
- Hesperantha longistyla J.C. Manning & Goldblatt
- Hesperantha longituba (Klatt) Baker
- Hesperantha lutea Eckl. ex Baker
- Hesperantha luticola Goldblatt
- Hesperantha malvina Goldblatt
- Hesperantha marlothii R.C. Foster
- Hesperantha matopensis Gibbs
- Hesperantha metelerkampiae L. Bolus
- Hesperantha minima (Baker) R.C. Foster
- Hesperantha modesta Baker
- Hesperantha montana Klatt
- Hesperantha montigena Goldblatt
- Hesperantha muirii (L. Bolus) G.J. Lewis
- Hesperantha namaquana Goldblatt
- Hesperantha namaquensis Baker
- Hesperantha oligantha (Diels) Goldblatt
- Hesperantha pallescens Goldblatt
- Hesperantha pallida Eckl.
- Hesperantha paludosa Goldblatt & J.C. Manning
- Hesperantha palustris Goldblatt & J.C. Manning
- Hesperantha pauciflora G.J. Lewis
- Hesperantha pearsonii R.C. Foster
- Hesperantha pentheri Baker
- Hesperantha petitiana (A. Rich.) Baker
- Hesperantha pilosa (L. f.) Ker Gawl.
- Hesperantha pseudopilosa Goldblatt
- Hesperantha puberula Schltr. ex R.C. Foster
- Hesperantha pubinervia Hilliard & B.L. Burtt
- Hesperantha pulchra Baker
- Hesperantha purpurea Goldblatt
- Hesperantha quadrangula Goldblatt
- Hesperantha quinquangularis (Eckl. ex Klatt) Klatt
- Hesperantha radiata (Jacq.) Ker Gawl.
- Hesperantha ramosa Eckl.
- Hesperantha recurvata (Thunb.) Asch. & Graebn.
- Hesperantha rivulicola Goldblatt
- Hesperantha rosea Klatt
- Hesperantha rubella Baker
- Hesperantha rupestris N.E. Br. ex R.C. Foster
- Hesperantha rupicola Goldblatt
- Hesperantha sabiensis N.E. Br. ex R.C. Foster
- Hesperantha saldanhae Goldblatt
- Hesperantha saxicola Goldblatt
- Hesperantha schelpeana Hilliard & B.L. Burtt
- Hesperantha schlechteri (Baker) R.C. Foster
- Hesperantha scopulosa Hilliard & B.L. Burtt
- Hesperantha secunda Goldblatt & J.C. Manning
- Hesperantha semipatula R.C. Foster
- Hesperantha similis N.E. Br. ex R.C. Foster
- Hesperantha spicata (Burm. f.) N.E. Br.
- Hesperantha stanfordiae L. Bolus
- Hesperantha stenosiphon Goldblatt
- Hesperantha subexerta Baker
- Hesperantha subexserta Baker
- Hesperantha subulata Baker
- Hesperantha sufflava Goldblatt
- Hesperantha tenuifolia Salisb.
- Hesperantha teretifolia Goldblatt
- Hesperantha trifolia R.C. Foster
- Hesperantha truncatula Goldblatt
- Hesperantha tugwellae R.C. Foster
- Hesperantha tysonii Baker
- Hesperantha umbricola Goldblatt
- Hesperantha uniflora Hochst. ex A. Rich.
- Hesperantha vaginata (Sweet) Goldblatt
- Hesperantha vernalis Hilliard & B.L. Burtt
- Hesperantha volkensii Harms
- Hesperantha widmeri P. Beauv.
- Hesperantha woodii Baker